# 2009年東亞運動會賽艇比賽

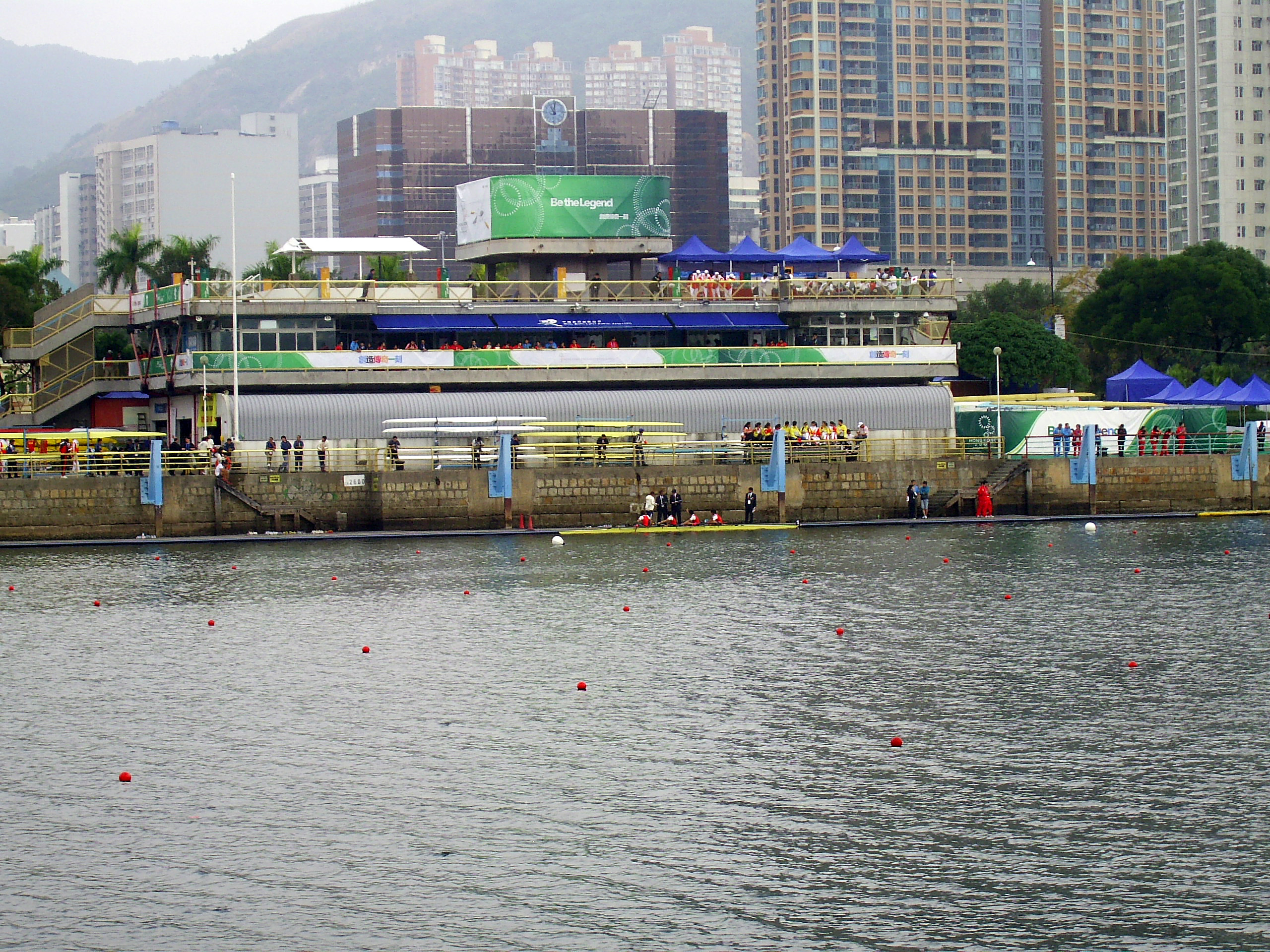
沙田賽艇中心

2009年東亞運動會賽艇比賽於12月9日至12日在沙田賽艇中心舉行。賽事設13個小項，賽事的首兩天為淘汰賽，其後兩天則為決賽。

## 獎牌分佈

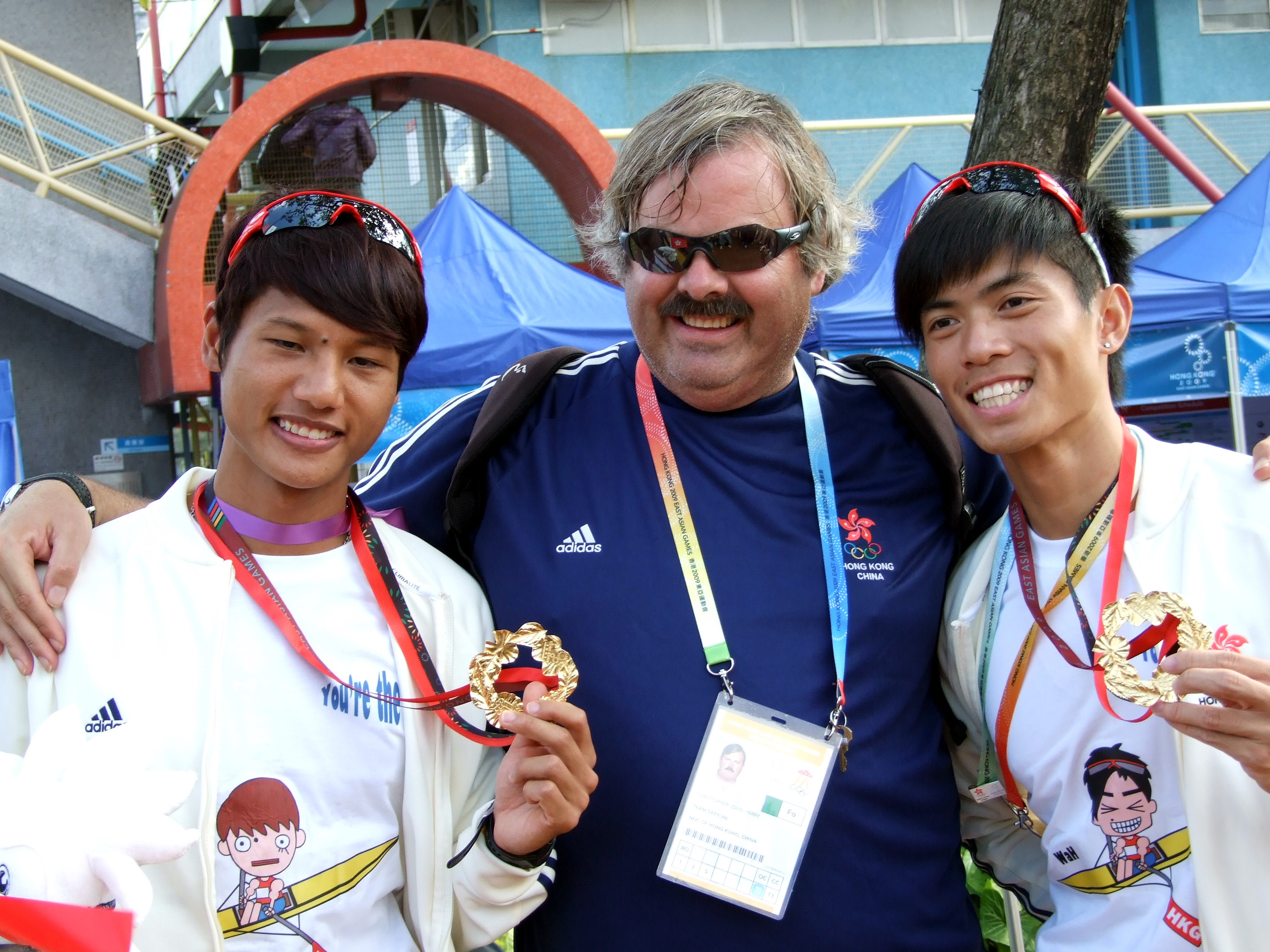
輕量級雙人雙槳艇金牌香港隊的鄒廣榮、蘇秀華與教練白勵

### 男子
| 項目             | 金牌                  | 银牌                | 铜牌                      |
| 輕量級單人艇     | 武田大作 ( 日本)      | 張國林 ( 中国)      | 駱坤海 ( 香港)            |
| 輕量級雙人雙槳艇 | 鄒廣榮/蘇秀華 ( 香港) | 孫傑/黃鐵鑫 ( 中国) | 今井裕介/久保武大 ( 日本) |
| 單人艇           | 張亮 ( 中国)          | 汪明輝 ( 中華臺北)  | 羅曉峰 ( 香港)            |
| 雙人雙槳艇       | 李凡/李飛 ( 中国)     | 金東龍/金輝官 ( )   | 梁俊碩/駱坤海 ( 香港)     |
| 輕量級四人無舵艇 |                       |                     |                           |
| 四人無舵艇       | 中国                  | 香港                | 中華臺北                  |
| 輕量級四人雙槳艇 | 中国                  | 香港                |                           |

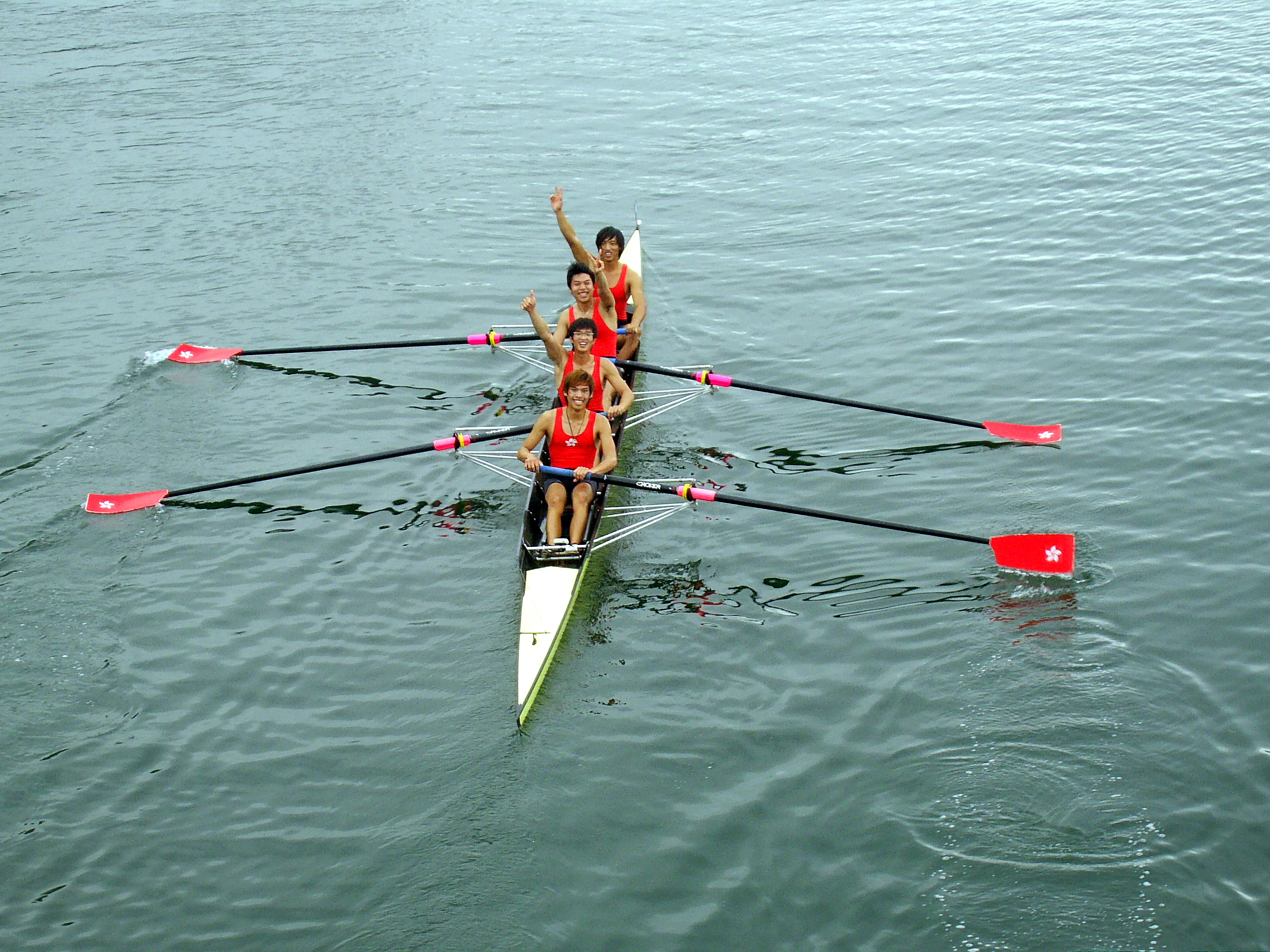
四人無舵艇銀牌得主香港隊
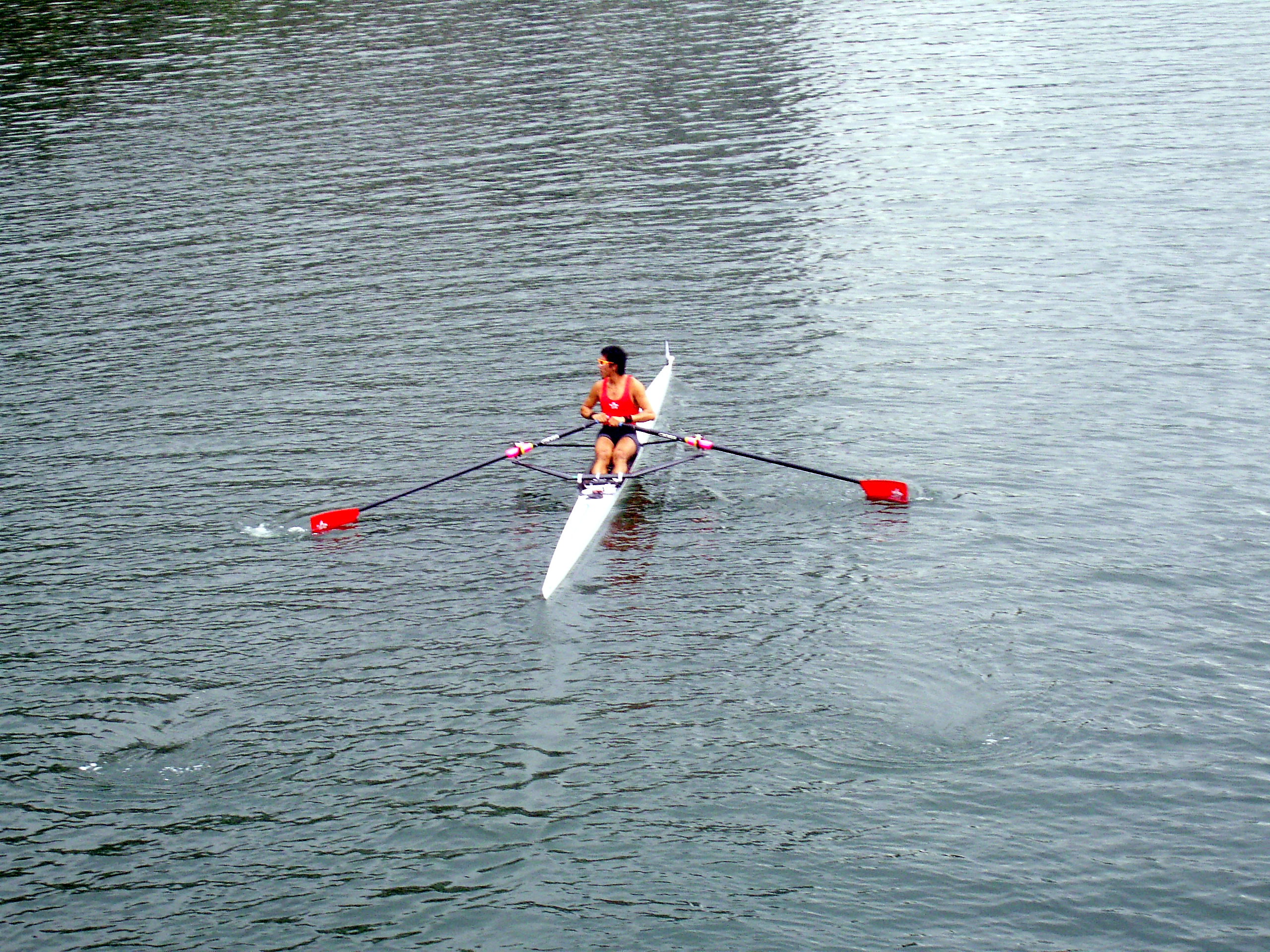
男子單人艇銅牌得主香港羅曉鋒
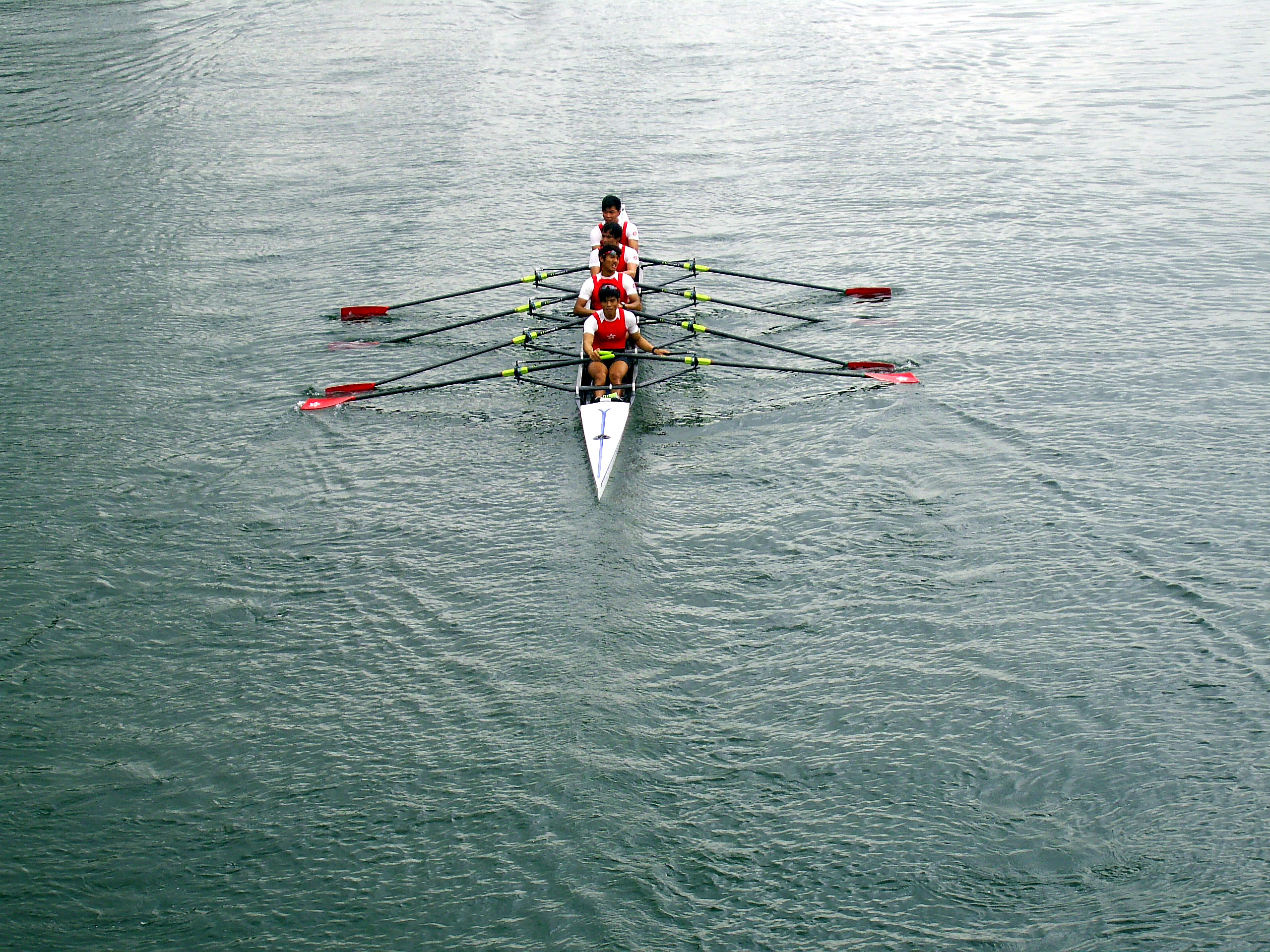
輕量級四人雙槳艇銀牌得主香港隊

### 女子
| 項目             | 金牌                          | 银牌                                    | 铜牌                            |
| 輕量級單人艇     | 徐東香 ( 中国)                | 李嘉文 ( 香港)                          | 岩本亞希子 ( 日本)              |
| 輕量級雙人雙槳艇 | 范雪飛/潘飛鴻 ( 中国)         | 板英慧子/晦日尚子 ( 日本)               | 金明坤/金素姬 ( )               |
| 單人艇           | 金紫薇 ( 中国)                | 申映銀 ( )                              | 李嘉文 ( 香港)                  |
| 雙人雙槳艇       | 高玉蘭/金紫薇 ( 中国)         | 劉宥鑫/王貞智 ( 中華臺北)               | 湯少文/黃政 ( 香港)             |
| 四人無舵艇       | 李欣/李燕/王娟/奚愛華 ( 中国) | 江倩欣/黃詩珊/黃義婷/呂明珍 ( 中華臺北) | 夏金鐘/鄭魯勳/金銀偉/金度奧 ( ) |
| 輕量級四人雙槳艇 | 中国                          | 香港                                    | 中華臺北                        |

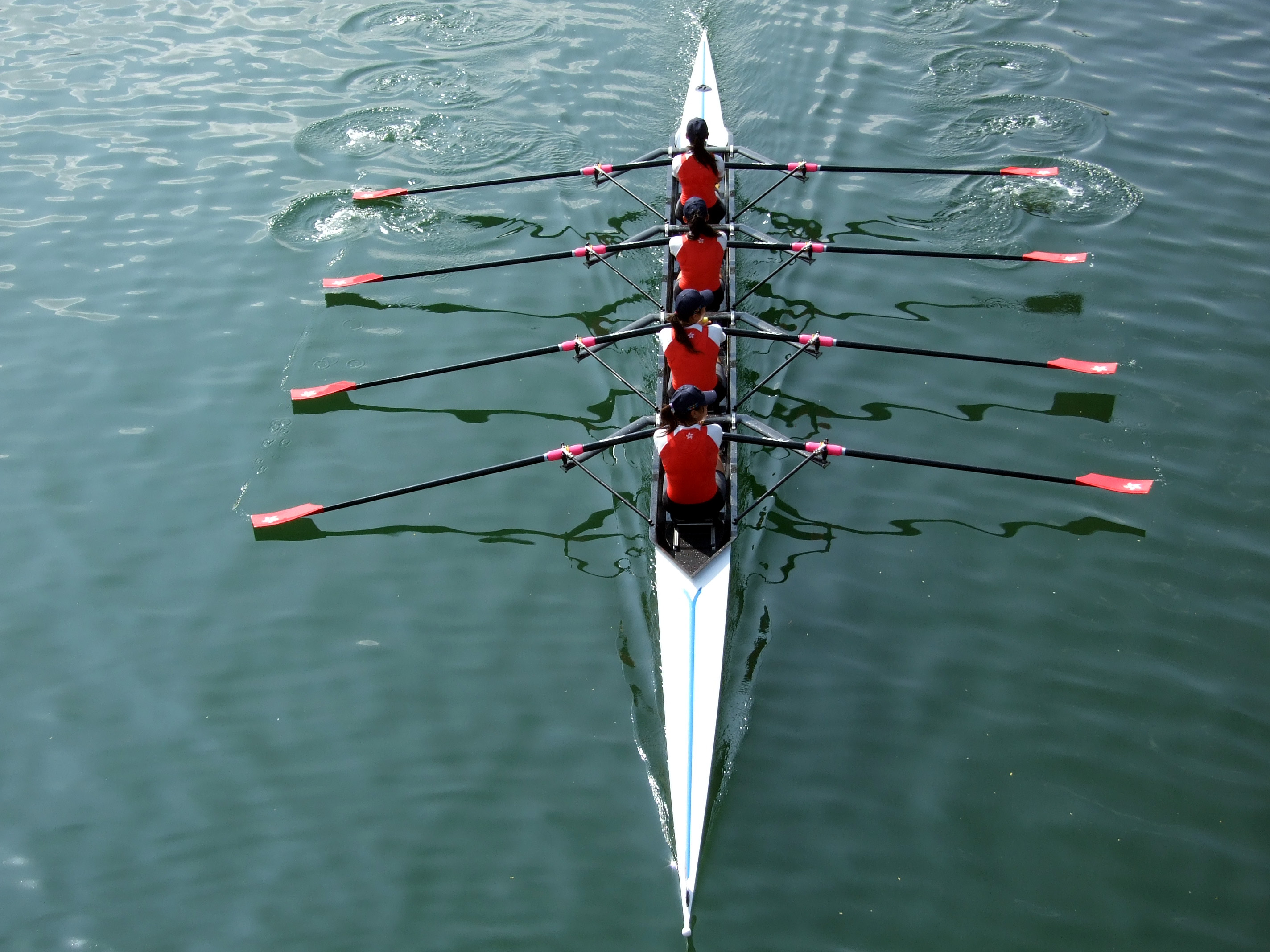
女子輕量級四人雙槳艇銀牌得主香港隊
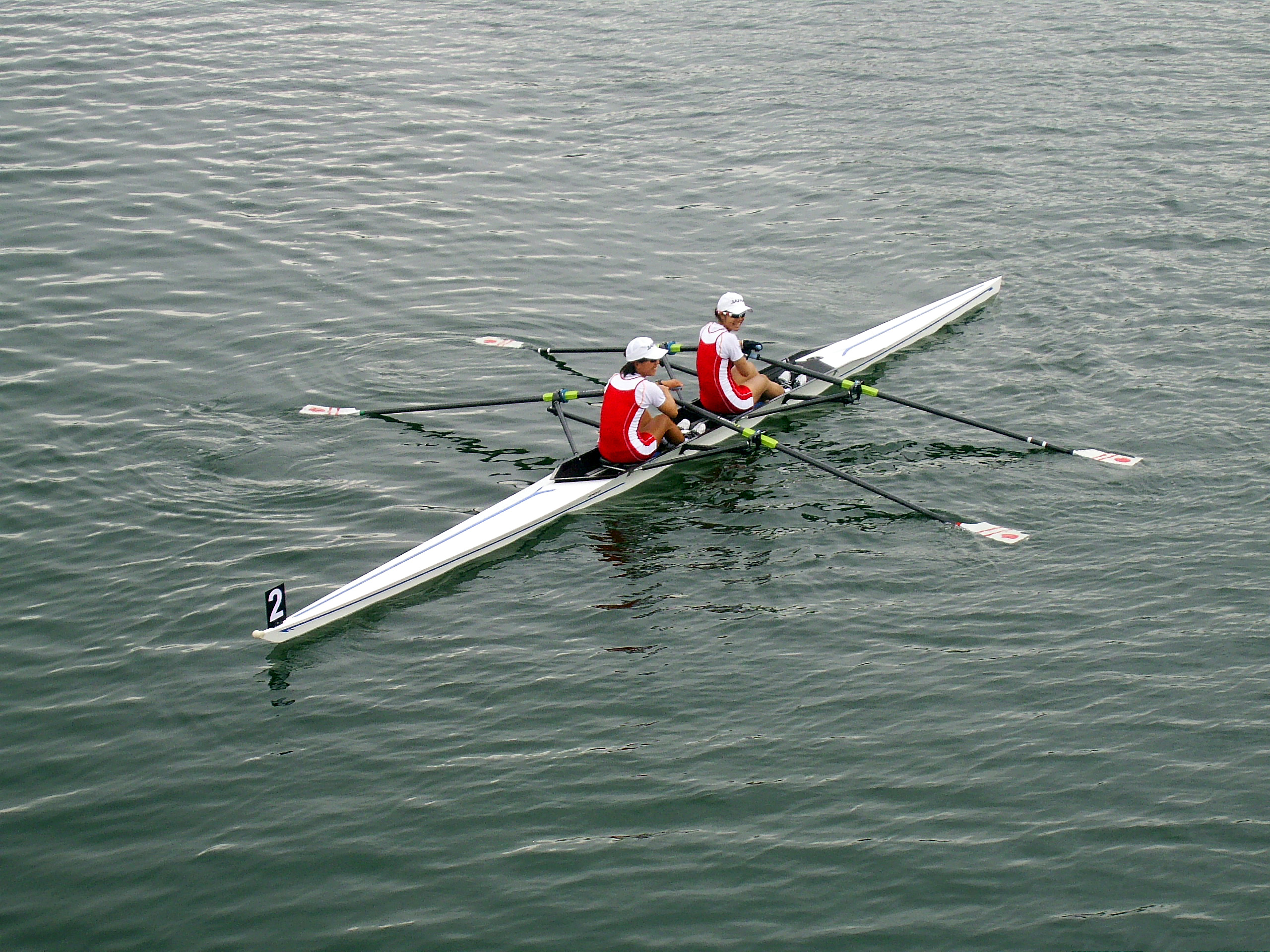
女子輕量級雙人雙槳艇銀牌得主日本隊
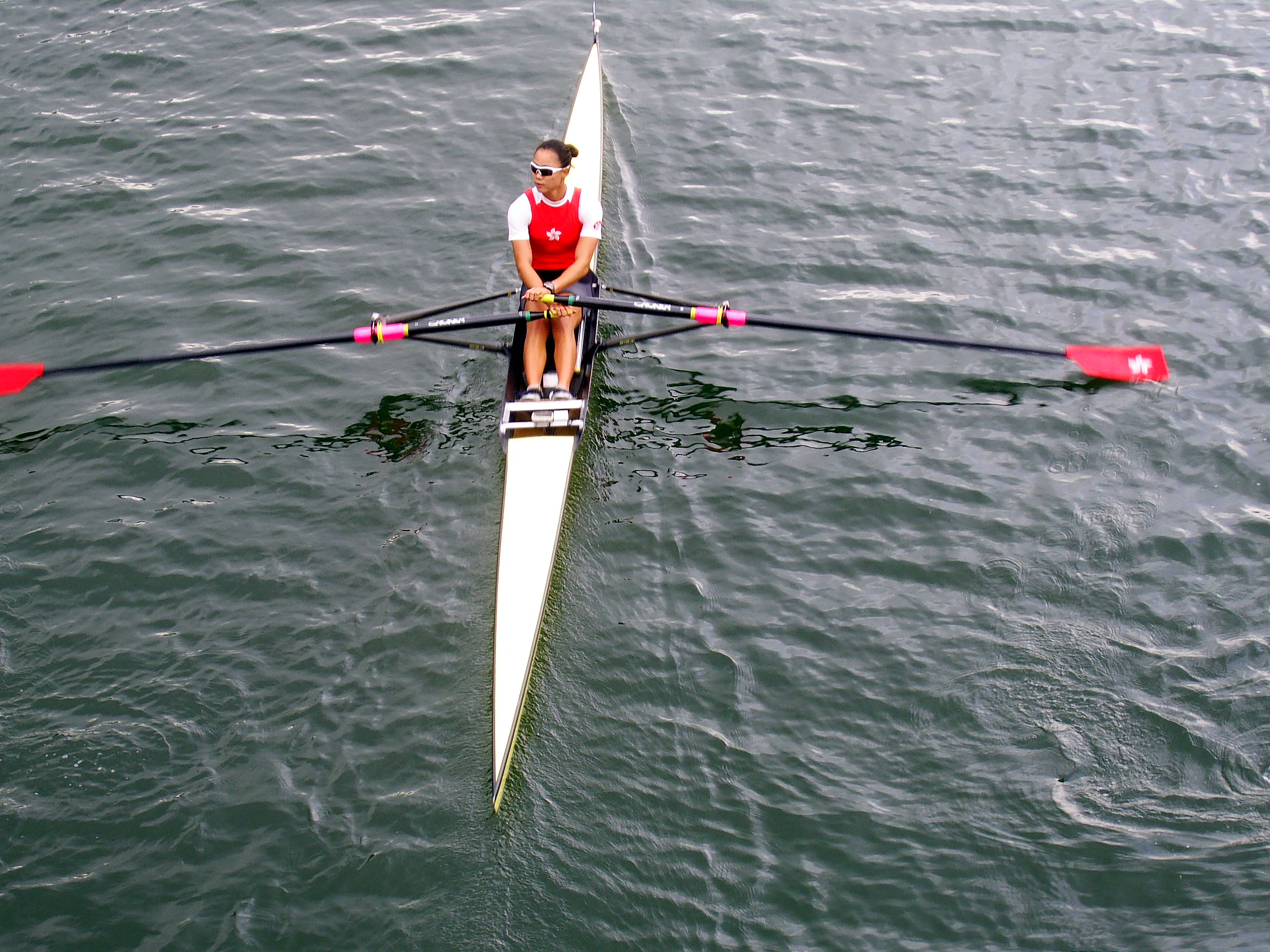
女子單人艇銅牌得主香港李嘉文